# Trimalaconothrus lineolatus
Trimalaconothrus lineolatus är en kvalsterart som beskrevs av J. och P. Balogh 1986. Trimalaconothrus lineolatus ingår i släktet Trimalaconothrus och familjen Malaconothridae. Inga underarter finns listade i Catalogue of Life.